# 加州神鷲
加州神鷲隶属于美洲鹫科，为北美洲大陆最大的鸟类，也是加州兀鷲屬内唯一的现存种。如今，加州神鹫可见于美国的亚利桑那州北部、犹他州南部（包括毗邻科罗拉多州大峽谷的区域）、加利福尼亚州的海岸山脉以及墨西哥的下加利福尼亞州北部。
加州神鹫是食腐動物。身长117-135厘米，体重7-14千克，具有所有北美洲原生鸟类中最宽的翼幅，同时与黑嘴天鹅等并称为全北美最重的鸟种之一。其通体大部分羽毛为黑色，翅膀下面有小块白色。头部秃毛，幼鸟肤色偏灰，性成熟后则从黄色到亮橙色不等。加州神鹫也是世界上寿命最长的鸟类之一，其寿命可达60年。
目前，加州神鷲被國際自然保護聯盟评定为極危级物種。20世纪以来，由于非法狩猎、鉛中毒和栖息地破坏，加州神鹫的数量急遽减少。1987年，美国的多个政府部门和非政府机构联合执行保护计划，捕获了当时仅存的22只野生加州神鹫，圈养在圣迭戈动物园和洛杉矶动物园人工繁育，此项计划的参与方包括美國魚類及野生動物管理局、加州魚類及野生動物管理局、奥杜邦学会和圣迭戈动物园野生动物联盟。1990年代，人工繁育下的加州神鹫数量有所增长，逐步放归野外。目前，每年都有约50只人工繁育的加州神鹫放归野外，野生种群中每年也平均有12-15只新生幼雏。截至2025年1月，世界上共有566只加州神鹫，其中369只生活在113个野外种群中。尽管人为保育工作初见成效，加州神鹫目前依然是世界上最濒危的鸟类之一。
加州神鹫在加州原住民文化中有着重要意义，是其传统神話中的重要角色。

## 分类学
1797年，英国博物学家乔治·肖（George Shaw）将加州神鹫描述为Vultur californianus。最初将其与安地斯禿鷹（V. gryphus）分为同一种类，但是由于安地斯禿鷹的印记有细微的不同，翅膀也稍长，并且喜好捕食动物，因此加州神鹫被描述为独立的种。属名Gymnogyps来自古希臘語，gymnos/γυμνος指“秃的”或“光的”，gyps/γυψ指“兀鹰”，种名 californianus 来自牠的居住地加利福尼亚。"Condor"一词来自厄瓜多尔的克丘亞語"cuntur"。
加州神鹫确切的分类学位置以及新大陆鹫类其他6个种类至今尚未明确。尽管新大陆鹫类和旧大陆鹫类有相似的外观和相似的生态位，然而两者由不同地区的不同的祖先进化而来。如今两者有多大的区别尚在争议中，早期的一些学者提出新大陆鹫类更接近于鹳形目。近年来学者将其与旧大陆鹫类一起列在隼形目，或者单独列为美洲鷲目（Cathartiformes）。美国鸟类学家协会已经把新大陆鹫类从鹳形目移到地位未定，并注明可能移到隼形目或美洲鷲目。

### 演化史
加州兀鹫属（Gymnogyps）是残存分布的一个最好的例子。在更新世时代，这个属广泛分布在美洲。根据化石，更新世初期佛罗里达州的 Gymnogyps kofordi 和更新世末期秘鲁的 Gymnogyps howardae 已经被描述。存放在古巴的一只更新世末期的兀鹫最初被分类为 Antillovultur varonai，被认为是加州兀鹫属的另一个成员。牠甚至曾经被描述为加州神鹫的一个亞種。
如今，加州神鹫是加州兀鹫属唯一存活的成员，且没有亚种。尽管在全新世，该物种的分布大大减少，但还常常有少数同系交配的种群。然而，在更新世末期有一个渐变种 Gymnogyps californianus amplus，在该鸟类历史上曾经分布的大部分区域存在，甚至扩散到佛罗里达州，这个渐变种体型更大，几乎和安地斯禿鷹一样重，其喙也更宽。
冰河時期末期，气候发生变化，总体数量开始减少，直到演化成今日的加州神鹫。

## 形态

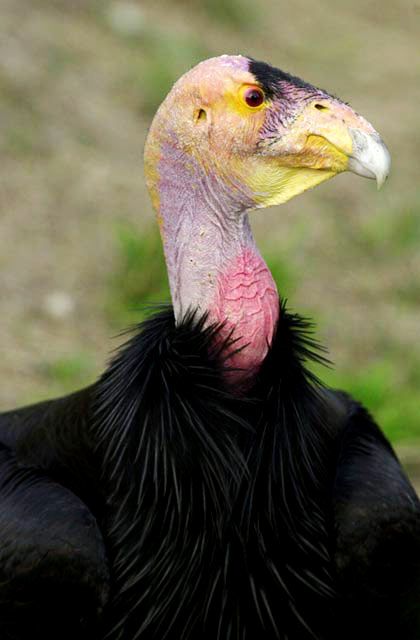
成年加州神鹫

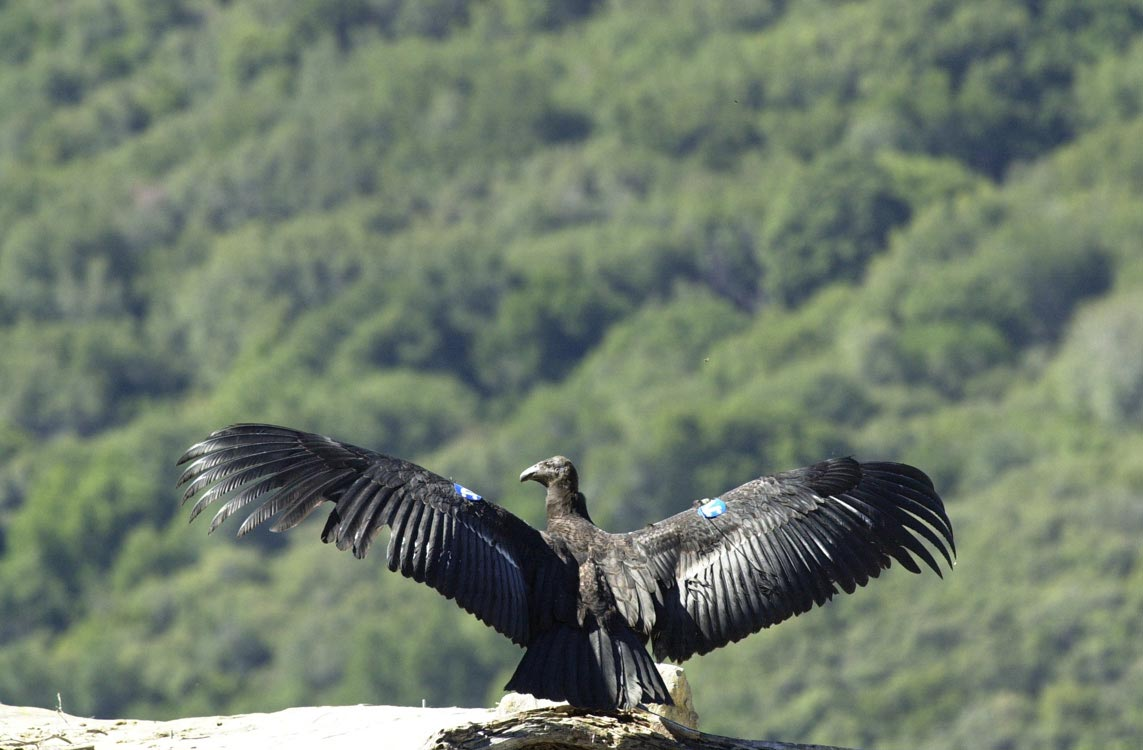
加州神鹫幼鸟

成年加州神鹫的羽毛为通体黑色，仅在翅膀下面有白色的较大的三角形或条状区域，尤其是雄性。其腿和脚为灰色，喙为乳白色，脖子上有黑色的遂毛，眼睛为棕红色。幼鸟为斑驳的深棕色，头部带黑色。其飞翔羽的下面不是白色而是斑驳的灰色。
加州神鹫的头部和颈部的羽毛较少，使皮肤能脱水达到灭菌效果，并且可接收太阳的紫外线照射，这种结构有利于健康。在情绪变化时，头部和颈部的皮肤明显地发红，使个体间能互相沟通。皮肤的颜色从微黄色到泛红的桔色，各不相同。
与常见的猛禽相反，雌性比雄性个头小。总长为117到135厘米，翼展平均为2.77米。体重为7-14千克，平均体重约为8-9千克。绝大部分数据来自被豢养的个体，因此很难确定野生和驯养的加州神鹫的数据有何区别。
在所有北美洲的鸟类中，加州神鹫的翼幅最宽。只有黑嘴天鹅和引入的疣鼻天鹅的体长和重量都比加州神鹫大。红嘴鹈鹕和美洲鹤的身体也比加州神鹫长。由于加州神鹫的个头很大，因此牠們可能被误认为是距离较远的小型飞机而不是其他鸟类。
加州神鹫的中趾十分细长，后趾却很不发达。钩爪的所有趾都直且钝，这样更有利于行走而不利於抓握。这使牠們与鹳形目更接近，而不像猛禽和旧大陆秃鹫用脚作为武器或抓握的工具。

## 分布和习性
500年前，加州神鹫出没在美國西南部和西部海岸。然而由于其数量下降，在1987年，存活的野生神鹫被豢养繁殖。近来，豢养繁殖的神鹫被重新放归到加州南部、下加利福尼亞州和科羅拉多大峽谷。目前设立有两处专门的保护区，一个是圣拉菲尔荒野的锡斯阔克（Sisquoc）神鹫保护区，另一个是洛杉矶教士国家森林的赛斯佩（Sespe）神鹫保护区。选择这两处地点的原因是牠們最适合加州神鹫筑巢栖息。
加州神鹫生活在岩石灌木丛、针叶林和橡树草原。牠們通常在悬崖或大树上筑巢。个别鸟只的活动范围很大，根据资料，为了寻找腐肉，牠們的飞行距离可远达250千米。

## 生态学和行为

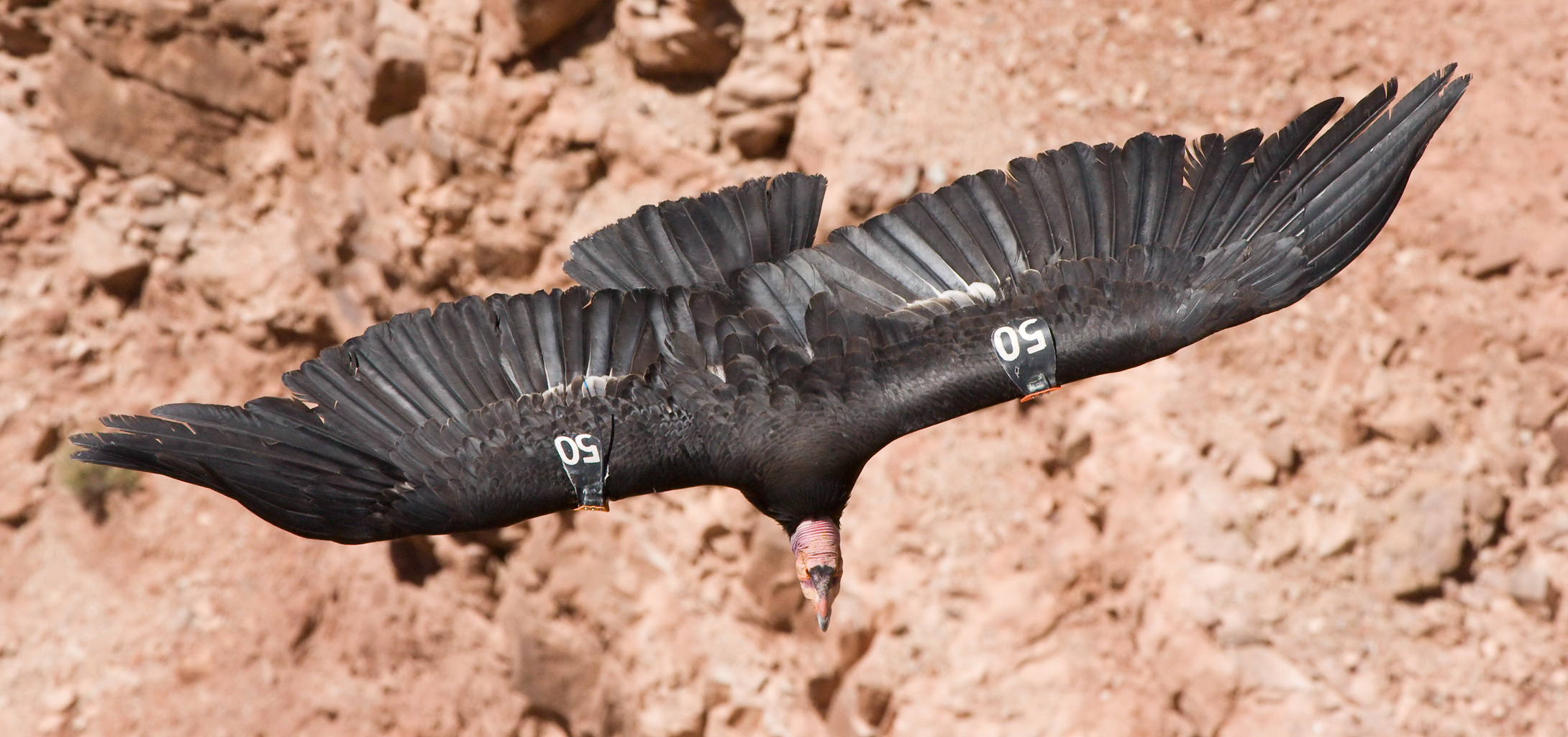
飞行中的加州神鹫，拍摄于美国大理石峡谷纳瓦霍桥

加州神鹫具有发达的胸肌，可在飞行过程中牵引翅膀，但其胸骨的尺寸并不匹配这样大块的胸肌，导致其基本靠滑行在空中行进。它们除了起飞时会拍打翅膀之外，一旦到达适合的高度，基本上只是滑行，利用上升的热气流帮助自己保持高度，有时可以滑行几英里而不拍打一下翅膀。它们常栖息在较高的树枝上，因此通常也不需要在起飞时耗费较多力量扇翅。牠們已知的飞行速度可以达到每小时90千米，高度可达到4600米。
加州神鹫寿命很长，可以达到50年。一旦生存到成年，除了人类外，加州神鹫所受的自然威胁很少。由于缺少鸣管，牠們仅能发出咕哝声和嘶嘶声。它们每天基本会花费数小时的时间理羽，同时也会进行尿汗行为，即将尿撒在自己腿上以降低体表温度。大型的加州神鹫种群具有较完善的社会结构，尤其是在进食时较明显，占有支配地位的鸟会比年幼的鸟先吃食物，个体间也会通过肢体语言以及声音来竞争、确定啄食顺序。

### 饮食

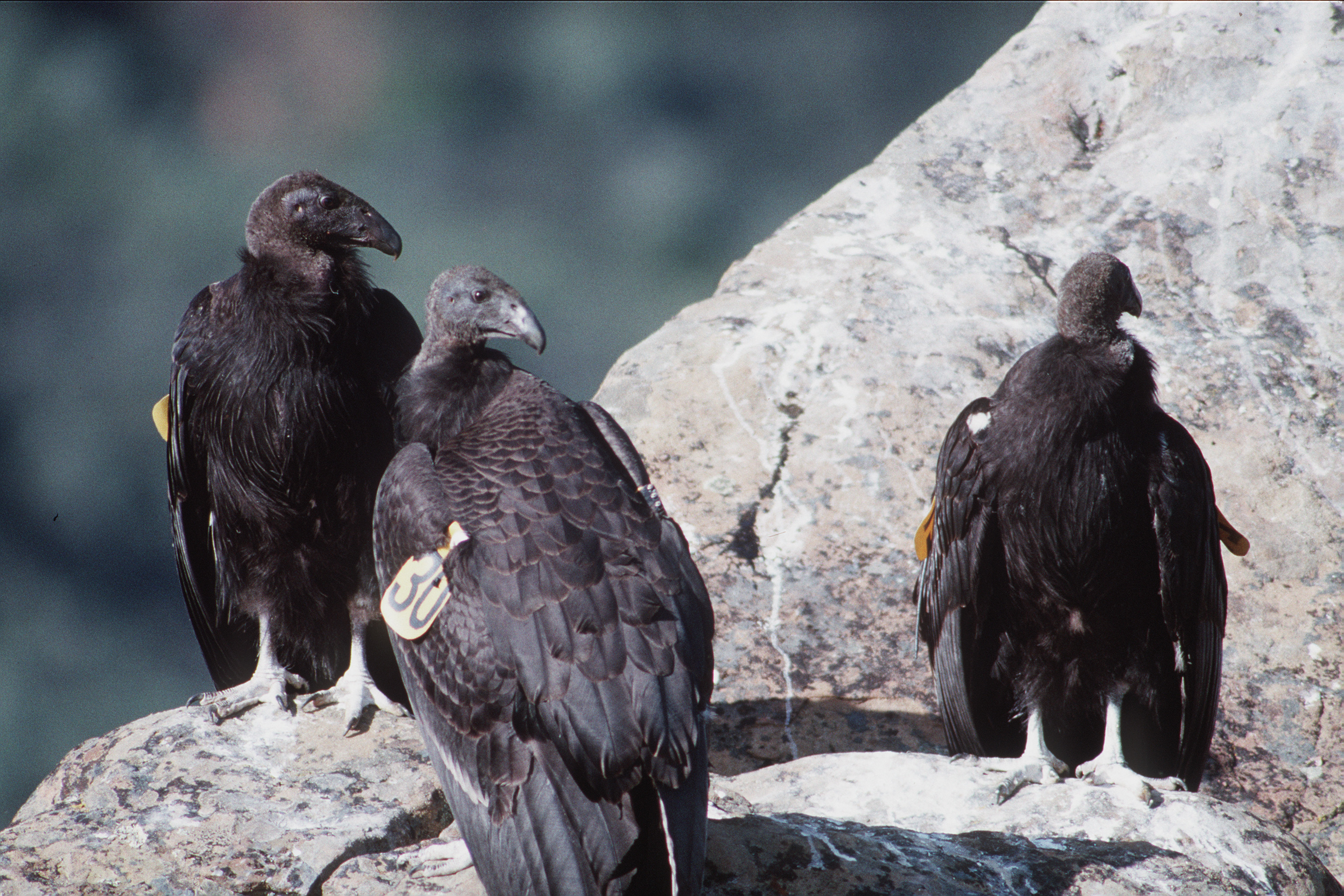
加州神鹫

野生的加州神鹫栖息范围很大，一天可以飞行250千米搜寻腐肉。人们认为，当加州神鹫成为一个物种存在的早期，牠依靠巨型动物的尸体而活，如今这些动物已经在北美洲灭绝。牠們仍旧喜欢吃大型的陆栖哺乳动物的尸体，比如鹿、羊、山羊、驴、马、猪、美洲狮、熊和牛。他们也会选择体型较小的哺乳动物，如兔或北美小狼，以及水生哺乳动物，如鯨和海獅或者鮭魚。牠們很少吃鸟类或者爬行动物的尸体。由于没有嗅觉，加州神鹫通过其他食腐动物来找到腐肉，如个头较小的禿鷲和鹰，这些小型的食腐动物撕开大型动物的皮的能力没有加州神鹫强。牠們通常可以吓阻其他食腐动物离开腐肉，但是也有例外，比如熊根本就不理会加州神鹫，金雕则会与加州神鹫争夺腐肉。在野生环境中，牠們是间歇性进食者， 往往几天甚至两个星期不进食，然后一次猛吃1-1.5公斤肉，甚至有时吃到不能起飞的地步。

### 繁殖
加州神鹫在6岁时达到性成熟，开始寻找伴侣。为了吸引未来的伴侣，雄性开始炫耀自己，将自己头变成红色，并将脖子上的羽毛膨胀。之后牠伸出翅膀，慢慢靠近雌性。如果雌性低头接受了雄性，牠們将成为终身的伴侣。这对鸟在洞穴或悬崖的裂缝筑一个简单的巢，特别是那些附近有栖息的树木和空地降落的地方。成熟的雌性每年2月或3月产一枚蓝白色的蛋。蛋的重量約為280公克，90-120公釐長，67公釐寬。如果幼鸟或蛋丢失或被移走，父母会“双次孵蛋”，生一个新的蛋取代丢失的那个。研究人员和抚育者利用这一行为特点，拿走第一个蛋人工抚育，从而使父母再生第二个蛋，第二个蛋有时就让鸟自己抚育，这样生育率就提高了一倍。
蛋的孵化期为53-60天，由父母双方共同负责。小鸟出生时眼睛是睁着的，有时候可能需要一个星期才从蛋里出来。幼鸟的毛是浅灰色的，一直到牠們几乎和父母一样大。5-6个月之后，幼鸟学会飞行，直到两岁之前依旧和父母一起生活和觅食，之后父母开始养育新的孩子，他们的位置也随之被新的幼鸟取代。

## 保护

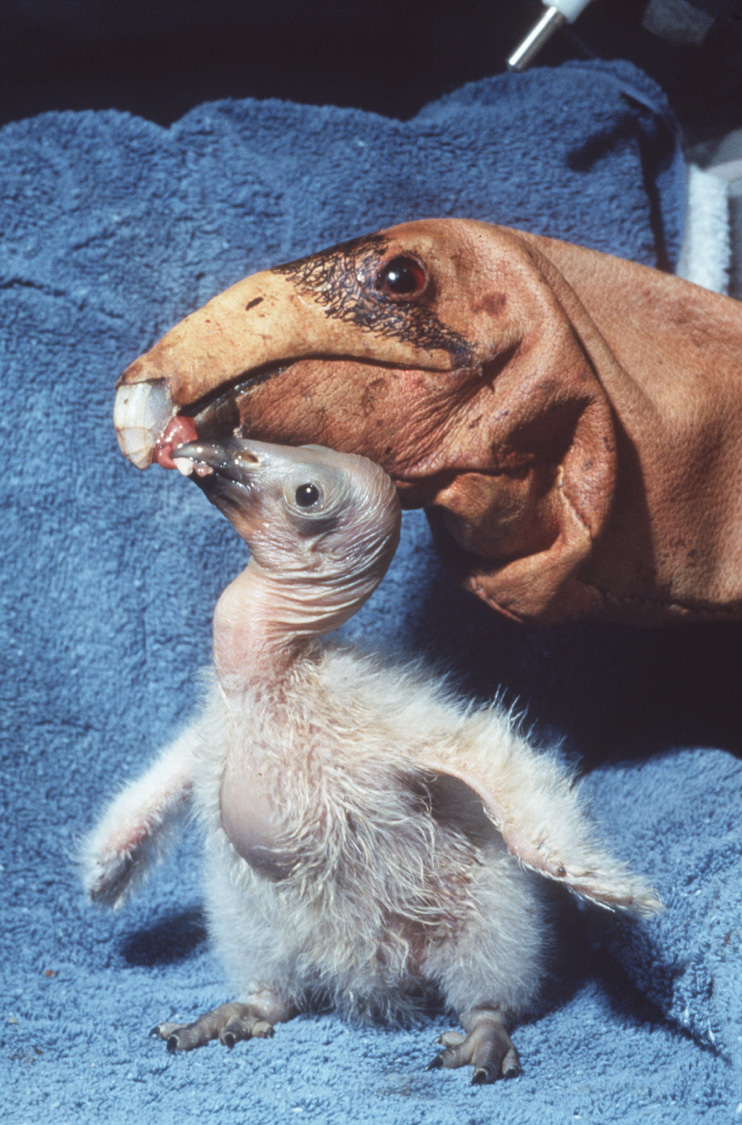
通过木偶抚育加州神鹫幼鸟

当人类开始在美洲居住时，加州神鹫在北美洲广泛分布。然而，气候的变化以及与之相关的上一个冰河时期的结束和更新世巨型动物的灭绝导致后来的分布和数量的减少。史前时期，加州神鹫分布在亞利桑那州、内华达州、新墨西哥州和得克萨斯州。
在现代社会，各种各样的原因造成了加州神鹫数量的下降。其严格的交配习惯和由此产生的低生育率，加之性成熟年龄较晚，使其数量易受损失。导致加州神鹫数量下降的重要原因也归咎于偷猎（特别是为制作博物馆标本）、铅中毒（吃的动物尸体裡的铅残留）、DDT中毒、电力传输线、蛋收集研究和栖息地破坏。在加利福尼亚淘金潮时期，一些加州神鹫甚至被作为宠物饲养。
此外，牧场主看到加州神鹫吃他们的死家畜，误以为家畜是被杀死。这谬论导致美国西部某些地区的加州神鹫的灭绝。此观念根深蒂固，以至于重新将加州神鹫引入到科羅拉多大峽谷导致一些牧场主的质疑，因错误认为此鸟会扑食小牛和小羊。
由于加州神鹫数量持续下降，关于开始豢养繁殖这种鸟类计划开始展开讨论。反对这一计划的人士认为，加州神鹫有享受自由权利，捕捉所有的加州神鹫会永久改变物种的习性，而且所耗成本太大。然而，该项目获得美国联邦政府批准，1987年复活节星期日，随着最后一只编号为AC-9的野生加州神鹫被捕获，捕获所有存活的加州神鹫的工作完成。一共只有27只加州神鹫，都被豢养起来。这项饲养工程由圣迭戈野生动物园和洛杉矶动物园负责，由于加州神鹫的交配习性，一开始进展缓慢。然而，利用加州神鹫双次孵蛋的特性，生物学家从巢裡取走第一个蛋，用木偶来抚育牠，使父母再生一个蛋。
随着加州神鹫数量的增长，人们开始关注将一些神鹫放回到野生环境中。美国鱼类和野生生物管理局开始了重新引入的实验，其中包括将捕获的安地斯禿鷹放归加利福尼亚州的野生环境。为了消除意外引入南美洲物种到美国可能性，只有雌性被释放。试验是成功的，所有的安地斯禿鷹被再次捕获并放回到南美洲。加州神鹫於1991年和1992年被放回到加利福尼亚州，1996年被放回到亞利桑那州科羅拉多大峽谷附近。尽管在野外的环境下生育率仍然很低，通过定期释放人工抚育的幼鸟，牠們的数量在稳步增加。
加州神鹫的非预期性死亡包括和金鹰的争斗、电力传输线和其他因素，比如铅中毒等。从1994年以来，人工抚育的幼鸟进行了避开电力线路和人类的训练。这项厌恶环境项目实施以来，死于电力传输线的加州神鹫已大大减少。铅弹头的碎片导致的铅中毒对于加州神鹫来说是一个大问题，因为牠們的消化液很强，而铅废物对其他吃腐肉的鸟类比如红头美洲鹫和渡鴉来说却并不是个大问题。加利福尼亚州为解决这个问题通过了《加州神鹫保护法案》（Ridley-Tree Condor Preservation Act），要求打猎者在加州神鹫生活范围内使用非铅子弹，该法案於2008年7月1日开始实施。但是这种保护措施仍然无法减少加州神鹫的铅暴露，种群统计分析表明对加州神鷲捕捉喂养和放生项目等保护措施掩盖了铅的危害，一项研究表明在加州神鷲中存在着广泛的铅中毒。
加州神鹫保护项目是二次大战以来美国历史上最昂贵的物种保护项目，总计耗资超过3500万美元，其中包括2000万美元的联邦和州的资金。重新放归的神鹫在野外生存也达到一个里程碑。2003年，自1981年以来第一只野生的神鹫长大。2006年3月，一对加州神鹫试图在加利福尼亚州大苏尔附近的空心树筑巢。这是一百多年以来第一次在加州北部发现成对的加州神鹫。2007年初，加州神鹫在墨西哥产下一枚卵，这是至少1930年代以来的首次。这些野生以及人工抚育的加州神鹫使其总体数量上升。截至2008年12月，共计有327只存活，其中半数生活在野外， 其余在圣迭戈野生动物园、洛杉矶动物园、俄勒冈动物园和位于爱达荷州博伊西的世界猛禽中心。

## 与人类关系
在加州神鹫的历史范围内，牠們一直是美国土著神话裡受欢迎的主题和美洲原住民的重要象征。不同寻常的是，这种鸟在不同部落的传说中担任的角色并不相同。
在加利福尼亚维约特族的传说中，加州神鹫在老人用洪水消灭人类之后再次创造了人类。然而，其他加州的部落，比如莫诺族人认为，加州神鹫是一个破坏者而非创作者。他们的故事中，加州神鹫抓住人类，砍掉他们的头，他们流出的血淹没了地松鼠的栖息处。之后加州神鹫抓住逃出来的地松鼠，但是地松鼠抓住神鹫喝血的时机砍掉了牠的脑袋。根据优库族的传说，加州神鹫有时吃月亮，导致了月亮的圆缺，牠的翅膀造成了月食。加州南部的楚摩氏族则认为加州神鹫曾经是一只白色的鸟，当牠飞得离火太近时变成了黑色。

美洲原住民的坟墓中发现了加州神鹫的骨头，其羽毛被作为头饰，还发现了关于加州神鹫的洞穴画。有些部落依照仪式杀死加州神鹫，用牠們的羽毛装饰仪式服装。之后萨满穿着这些衣服跳舞，达到上下的精神世界。当一个萨满死去后，据说他的衣服被诅咒，因此他的继任者需要制作新的衣服。一些科学家，如诺埃尔·斯奈德（Noel Snyder）认为，这一制作仪式服装的过程使加州神鹫数量下降。如果这样，这将是目前唯一已知的由美洲原住民导致的濒危物种。

## 脚注
1. ↑  BirdLife International. . The IUCN Red List of Threatened Species 2017.   [2018.7.24] （英语）.
2. ↑  . 科普中国.
3. ↑  . U.S. Fish & Wildlife Service. U.S. Fish & Wildlife Service.   [2025-02-28] （英语）.
4. ↑  . UTAH DIVISION OF WILDLIFE RESOURCES. Utah.gov.   [2025-02-28].
5. ↑  . IUCN RED LIST. The IUCN Red List of Threatened Species.   [2025-02-28].
6. ↑  . San Diego Zoo Animals & Plants. San Diego Zoo Wildlife Alliance.   [2025-02-28].
7. ↑  . VENTANA WILDLIFE SOCIETY. ventana wildlife society.   [2025-02-28] （英语）.
8. ↑  Nielsen（2006年），第27页。
9. ↑  Liddell, Henry George 和 Robert Scott （1980年），A Greek-English Lexicon (Abridged Edition)，United Kingdom: Oxford University Press，ISBN 0-19-910207-4。
10. ↑  J. Simpson, E. Weiner (eds), ed. (1989). "Raven"，Oxford English Dictionary（第二版），Oxford: Clarendon Press，ISBN 0-19-861186-2。
11. 1 2  Remsen, J. V., Jr.、C. D. Cadena、A. Jaramillo、M. Nores、J. F. Pacheco、M. B. Robbins、T. S. Schulenberg、F. G. Stiles、D. F. Stotz 和 K. J. Zimmer（2007年），A classification of the bird species of South America. （页面存档备份，存于），South American Classification Committee，American Ornithologists' Union，于2009年1月10日查阅。
12. ↑  Sibley, Charles G. 和 Burt L. Monroe（1990年），Distribution and Taxonomy of the Birds of the World，Yale University Press，ISBN 0-300-04969-2。
13. ↑  Sibley, Charles G.和 Jon E. Ahlquist（1991年），Phylogeny and Classification of Birds: A Study in Molecular Evolution，Yale University Press，ISBN 0-300-04085-7。
14. ↑  Ericson, Per G. P.、Anderson, Cajsa L.、Britton, Tom、Elz·anowski, Andrzej、Johansson, Ulf S.、Kallersjö, Mari、 Ohlson, Jan I.、Parsons, Thomas J.、Zuccon, Dario 和 Mayr, Gerald （2006年），Diversification of Neoaves: integration of molecular sequence data and fossils， Biology Letters online: 1-5， doi:10.1098/rsbl.2006.0523 PDF preprint （页面存档备份，存于） Electronic Supplementary Material Archive-It的存檔，存档日期2009-02-25 (PDF)
15. 1 2  The Birds of North America Online: California Condor （页面存档备份，存于），Cornell Lab of Ornithology （2003年），於2009年1月10日查阅。
16. ↑  Fisher, Harvey L. （1944年），The skulls of the Cathartid vultures，Condor，46(6)，第272–296页。PDF文档 （页面存档备份，存于）
17. ↑  Howard, Hildegarde （1947年），A preliminary survey of trends in avian evolution from Pleistocene to recent time，Condor，49(1)，第10–13页。PDF文档 （页面存档备份，存于）
18. ↑  Howard, Hildegarde （1962年），Bird Remains from a Prehistoric Cave Deposit in Grant County, New Mexico，Condor，64(3)，第241–242页。
19. 1 2 3 4  All About Birds: California Condor （页面存档备份，存于），Cornell Lab of Ornithology（2003年），于2009年1月11日查阅。
20. 1 2 3 4  BirdLife International (2007) Species factsheet: Gymnogyps californianus，从http://www.birdlife.org下载。{{dead[永久] link|date=2017年11月 |bot=InternetArchiveBot |fix-attempted=yes }}[]
21. 1 2 3 4  California Condors Cool Facts （页面存档备份，存于），Ventana Wildlife Society，於2009年1月11日查阅。
22. ↑  Nielsen （2006年），第1页。
23. ↑  Cracraft, J.、F. K. Barker、M. Braun、J. Harshman、G. J. Dyke、J. Feinstein、S. Stanley、A. Cibois、P. Schikler、P. Beresford、J. García-Moreno、M. D. Sorenson、T. Yuri 和 D. P. Mindell，2004年，Phylogenetic relationships among modern birds (Neornithes): toward an avian tree of life，第468–489页，Assembling the tree of life （页面存档备份，存于）（J. Cracraft 和 M. J. Donoghue 编），Oxford University Press，New York，于2009年1月13日查阅。
24. ↑  GibbG. C.、O. Kardailsky、R. T. Kimball、 E. L. Braun 和 D. Penny（2007年）Mitochondrial genomes and avian phylogeny: complex characters and resolvability without explosive radiations，Molecular Biology Evolution，24: 第269–280页，HTML 摘要 （页面存档备份，存于），於2009年1月13日查阅。
25. ↑  Gagnon, Dennis R.，Hiking the Santa Barbara Backcountry，The Ward Ritchie Press，Pasadena，California，1974年，ISBN 0-378-03542-8。
26. ↑  Nielsen （2006年），第79页。
27. 1 2 3 4  California condor (Gymnogyps californianus) （页面存档备份，存于），U.S. Fish & Wildlife Service。
28. ↑  San Diego Zoo's Animal Bytes: California Condor （页面存档备份，存于），Zoological Society of San Diego，於2009年1月14日查阅。
29. 1 2  California Condor Behavior[]，U.S. Fish and Wildlife Service，於2009年1月14日查阅。
30. 1 2  California Condor Life History （页面存档备份，存于），Ventana Wildlife Society，於2009年1月17日查阅。
31. ↑  Nielsen （2006年），第58页。
32. ↑  Nielsen （2006年），第30页。
33. ↑  Nielsen （2006年），第186页。
34. ↑  Miller, Loye （1960年），Condor Remains from Rampart Cave, Arizona.，Condor，62(1): 第70页，PDF文档 （页面存档备份，存于）。
35. ↑  Miller, Loye （1931年），The California Condor in Nevada，Condor，33(1): 第32页，PDF文档 （页面存档备份，存于）。
36. ↑  Wetmore, Alexander （1931年），The California Condor in New Mexico，Condor，33(2)，第76–77页，PDF文档 （页面存档备份，存于）
37. ↑  Wetmore, Alexander （1932年），Additional Records of Birds from Cavern Deposits in New Mexico，Condor，34(3)，第141–142页，PDF文档 （页面存档备份，存于）
38. ↑  Wetmore, Alexander 和 Friedmann, Herbert （1938年），The California Condor in Texas，Condor，35(1)，第37–38页，PDF文档 （页面存档备份，存于）。
39. ↑  Nielsen （2006年），第83页。
40. ↑  Kiff, L. F.、Peakall, D. B. 和 Wilbur, S. R. （1979年），Recent Changes in California Condor Eggshells，Condor，81(2)，第166–172页，PDF文档 （页面存档备份，存于）
41. ↑  Nielsen （2006年），第88页。
42. 1 2  Brad Sheppard，Condors （页面存档备份，存于），Sheppard Software，于2009年1月17日查阅。
43. ↑  Nielsen （2006年），第13页。
44. ↑  Nielsen （2006年），第24页。
45. ↑  California Condor Recovery Program[]，U.S. Fish and Wildlife Service，于2009年1月18日查阅。
46. ↑  Thacker, Paul D. （2006年），Condors are shot full of lead，Environmental Science & Technology，40(19)，第5826页。
47. ↑  Assembly Bill No. 821 （页面存档备份，存于），CA State Senate，於2009年1月18日查阅。
48. ↑  Finkelstein, M. E.; Doak, D. F.; George, D.; Burnett, J.; Brandt, J.; Church, M.; Grantham, J.; Smith, D. R. . Proceedings of the National Academy of Sciences. 2012-06-25. doi:10.1073/pnas.1203141109.
49. ↑  Nielsen （2006年），第7页。
50. ↑  Fresh Hope For Condors （页面存档备份，存于），Sky News，于2009年1月18日查阅。
51. ↑  Thomas Watkins，California Condor lays egg in Mexico （页面存档备份，存于），USA Today于2007年4月3日发布，於2009年1月18日查阅。
52. ↑  Nielsen （2006年），第39页。
53. ↑  Nielsen （2006年），第37页。
54. ↑  Nielsen （2006年），第38页。
55. 1 2  Nielsen （2006年），第40页。
56. ↑  Nielsen （2006年），第36页。
57. 1 2 3  Nielsen （2006年），第41页。